# 中华人民共和国扫盲教育
中华人民共和国扫盲教育是中华人民共和国扫除文盲的工作。1949年中华人民共和国成立时，全国5亿多人口中有超过4亿人口是文盲，文盲率约为80%，其中农村地区的文盲率高达95％以上。建国初期的扫盲教育包括推行识字班、推广识字课本和速成识字法等，并进行了汉字改革。1964年，第二次全国人口普查结果显示，全国人口总数达7.23亿，扫盲运动使得中国文盲率（15岁及以上不识字人的比例）下降到了52%，有约1亿人脱盲。在“文化大革命”期间，文盲率持续下降，至改革开放初期的1978年，文盲率已下降至25%。但同时，改革开放后的官方观点认为，文化大革命期间的扫盲教育出现了停滞。
1977年，高考于“拨乱反正”期间恢复。改革开放初期的1978年底，中国人口接近10亿，全中国文盲人数将近2.4亿、文盲率达25%，青壮年中有30%-40%是文盲。 1982年，义务教育和扫盲教育被纳入新修订的《中华人民共和国宪法（八二宪法）》 。1986年，《中华人民共和国义务教育法》生效，自此中国大陆开始实行“九年制义务教育”。2001年，國務院聲稱已基本扫除青壮年文盲。在2010年第六次全国人口普查中，中国大陆总人口约13.4亿，其中文盲人口约0.54亿，文盲率为4.08%。另据联合国教科文组织统计，截止2015年，中国文盲率下降至3.6%。

## 建国前
中华民国大陸时期，受教育体制影响，以及连年动荡的社会局势，教育普及长期得不到落实。到1949年中华人民共和国成立时，中国5亿多人口中有超过4亿人口是文盲，文盲率高达约80%。其中绝大多数是工农，妇女文盲又是工农文盲中的大多数。例如1949年上海市（当时中国最大的城市）郊外黄渡地区的青壮年中，81.4％为文盲。在贫农、下中农家中找不到识字的人。如黄渡地区沈家浜村1949年前有24户人家，其中有19户三代都没进过学校，各家连一支铅笔也没有，写封信都要去四里地以外的镇上求人代写。当时全中国的小学仅有28.9万所，在校学生仅2368万人。
1945年中国共产党第七次全国代表大会上，毛泽东在《论联合政府》中提出：“从百分之八十的人口中扫除文盲，是新中国的一项重要工作。”在1949年以前，中国共产党领导的各解放区也都开展了扫盲工作。当时，解放区每到冬季农闲时节，便组织农民读书、识字。这种学习只在冬季进行，故称“冬学”。各地冬学水平不一，组织形式、教材、师资不同，许多冬学还存在重视政治教育、轻视文化教育的情况。
1949年9月，中国人民政治协商会议第一届全体会议制定的临时宪法性质的《中国人民政治协商会议共同纲领》要求，加强劳动者的业余教育和在职干部教育。

## 毛泽东时期

### 建国初期
1949年11月，中央人民政府教育部成立了“识字运动委员会”，专门负责领导农民、工人、干部的扫盲教育。1949年12月，中央人民政府教育部召开第一次全国教育工作会议，会议提出教育必须为国家建设服务，学校必须向工农开门，建设新教育要以老解放区的新教育经验为基础，吸收旧教育中的某些有用的经验，借助苏联教育的先进经验；还提出自1951年起开展全国规模的识字运动，并且颁布了《关于开展一九四九年冬学工作的指示》，指出冬学运动应当在全国农村中普遍试行。
1950年9月20日至29日，教育部和中华全国总工会联合召开第一次全国工农教育工作会议。教育部部长马叙伦在开幕词中指出，工农教育应以识字教育为主。中央、各大行政区教育部门、妇联的工作人员，及工人、农民业余学校的模范教师和学员共400多人与会。会上讨论了工农教育的实施方针、领导关系等问题，提出了“推行识字教育，逐步减少文盲”的口号，实现“政府领导、依靠群众组织、各方面配合”的原则，着重以工农干部、积极分子为主要教育对象，分别以文化教育、政策时事教育为主要教育内容。毛泽东、刘少奇、朱德、邓小平出席会议。当时在会议第七天，毛泽东、朱德等党和国家领导人亲临会议现场，毛泽东还与到会的学习模范握手并合影。
扫盲运动在全国大规模推行，但在推行过程中，一些地方不顾实际、急功冒进。“速成识字法”的推广中也出现了过于急躁、学习成果不能稳固的现象。1952年结束后，全国真正扫除文盲人口仅55.04万人。1952年11月15日，中央人民政府委员会第十九次会议通过决议，为有步骤地扫除文盲，设立中央人民政府扫除文盲工作委员会（主任委员兼党组书记楚图南，副主任委员李昌、林汉达、祁建华）。1953年1月，中央人民政府政务院文化教育委员会在北京举行的大区文教委员会主任会议上提出，文化教育工作应当按计划办事，扫盲是长期复杂的任务，需要十多年或更长时间完成，要求各地继续纠正1952年秋后扫盲工作中出现的冒进倾向。
针对无统一扫盲标准等引发的问题，1953年11月24日，中央人民政府扫除文盲工作委员会发布了《关于扫盲标准、毕业考试等暂行办法的通知》，其中根据干部、工人、农民这几种不同的扫盲对象，在中华人民共和国成立后首次界定了文盲、半文盲概念，即“在识字方面暂以能识到500字以上而未达到扫盲标准者为半文盲；不识字或识字数在500以下者为文盲”，同时还规定了统一的扫盲标准及脱盲考试规章制度，即“干部和工人，一般可订为认识2000个常用字，能阅读通俗书报，能写二、三百字的应用短文；农民一般订为能识1000个常用字，大体上能阅读通俗书报，能写常用的便条、收据；城市劳动人民一般订为能识1500个常用字，读、写标准参照工人、农民的标准。”“根据群众要求，县扫盲工作委员会或教育科可给考试及格者发扫盲毕业证书。”“扫除文盲的毕业考试，由各扫盲基层领导机构或专职干部、教师主持……考试内容：可分为识字、阅读、写作三项”。 此后，扫盲运动开始稳步发展。

#### 识字班

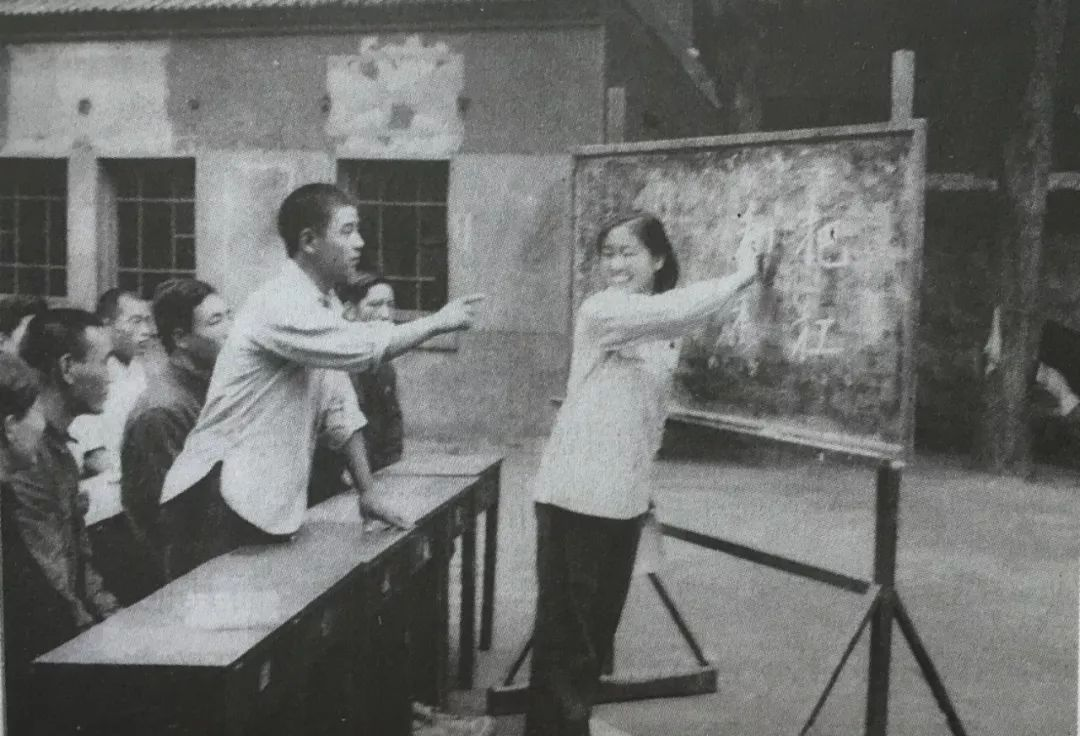
1953年泰安县举办教师训练班，加强速成识字班的学习

1951年年底，全国各地都开办起识字班。据统计，1951年仅工厂工人就有170多万人参加了识字班。1950年代，歌曲《夫妻识字》伴随着扫盲运动在全国各地识字班传唱一时，歌词是：“黑格隆冬天上，出呀出星星。黑板上写字，放呀么放光明。什么字，放光明？学习，学习二字我认得清。” 1952年，全国工农业余学校中，参加学习的工人达到230余万人。

#### 识字课本
扫盲运动刚开始时，学校是临时的，老师是业余的，教材没有统一规定，各地纷纷出版各种“识字课本”。这些“识字课本”有的面向工人，有的面向农民，还有的面向城市家庭妇女。根据面向群体不同，课本内容也不同。“识字课本”大体由课文、生字、课后练习三部分组成。拥护中国共产党、爱祖国、反封建、爱岗敬业等思想政治教育也是课本中的必要内容。 学习中开展了各种类型的识字比赛。1952年8月在北京举办的中国人民解放军庆祝建军25周年运动会上，甚至设置了“识字赛跑”（在地上写完规定的字才能起跑）、“文化测验”的项目。农村识字比赛更为常见，有的学员在家里的墙上、门上、劳动工具上都写着字，学员争当识字“积极分子”。

#### 速成识字法

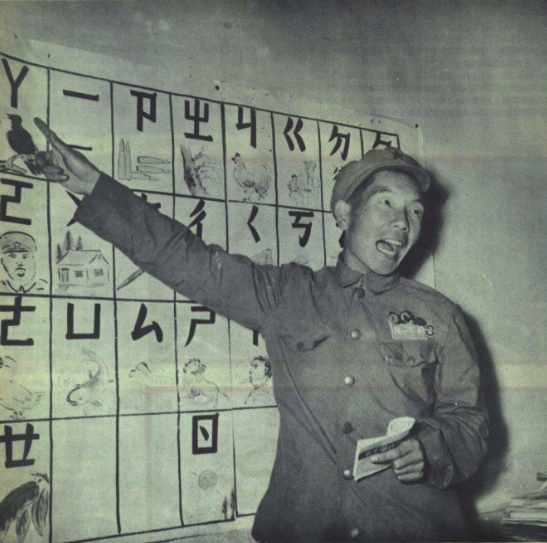
1952年祁建华教授速成识字法

中国人民解放军西南军区某部文化教育指导员祁建华在部队开展文化教育的过程中发明了“速成识字法”，分三步进行教学：（1）学会注音符号和拼音；（2）突击识字，要求会读并初步会讲；（3）学习语文课本，开展阅读、写字、写话活动。在实践中，该法一般只需半个月便能识字1500个以上。应用该法，1952年3月，西南军区在全军率先消灭了文盲。1951年11月29日，重庆《新华日报》发表《速成识字教学过程概述》一文，介绍了西南军区文化干事祁建华用“速成识字法”帮助战士迅速脱盲的事迹。
1951年12月，中央人民政府教育部召开了“速成识字法”座谈会。1952年4月23日，中央人民政府政务院文化教育委员会给祁建华发了奖状。三天后，《人民日报》发表社论，号召全国各地“普遍推行速成识字法”。1952年5月，中央人民政府教育部发出《关于各地开展“速成识字法”的教学实验工作的通知》，决定在全国范围内的工人、农民当中推进“速成识字法”，有步骤地扫除文盲。该政策出台后，通过宣传和动员，工人、农民大规模报名进识字班。全国各地迅速办起“速成识字法”实验班。重庆纺织工人速成识字实验班经过21天脱产学习，学员从每人平均识400多字提高至2000多字。北京东郊的高碑店农民实验班，26个学员经164小时学习，认识了1638个字，初步有了写信能力。1952年，速成识字法教学在工厂、农村扫盲中取得较大成效。根据中国东北、上海、北京等地不完全统计，参加速成识字法学习的工人达25.8万人。其中大部分人经150小时到200小时的学习，学会1500个至2000个单字，并且能阅读通俗读物和写简单文章。

### 五十年代中期

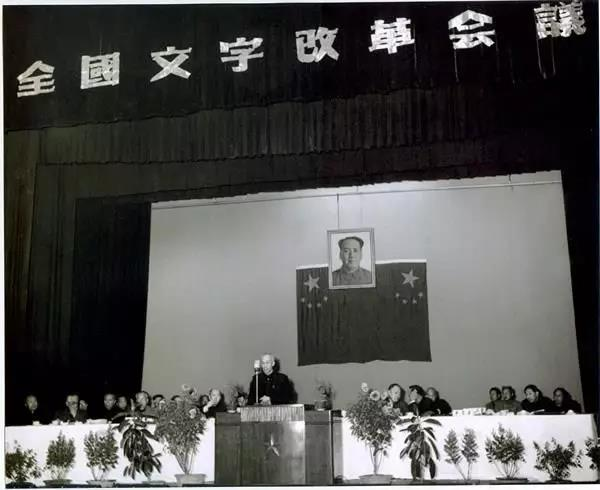
全国文字改革会议（1955年10月）

1955年，各地扫盲热情降温，而文盲数量仍很大，许多脱盲者因未及时巩固而复盲。1955年深秋，毛泽东在颐和园和中国新民主主义青年团中央书记处书记胡耀邦讨论如何把扫盲与农业合作化结合起来，胡耀邦推荐了山东省莒南县高家柳沟创办记工学习班的材料。毛泽东看过后，将这篇材料的题目改为《莒南县高家柳沟村青年团支部创办记工学习班的经验》，收入《中国农村的社会主义高潮》一书，并写下800多字按语：
“这个经验应当普遍推行。列宁说过：在一个文盲充斥的国家内，是建成不了共产主义社会的……第一步为了记工需要，学习本村本乡的人名、地名、工具名、农活名和一些必要的语汇，大约两三百字。第二步，再学进一步的文字和语汇。要编两种课本。第一种课本应当由从事指导合作社工作的同志，帮助当地的知识分子，各就自己那里的合作社的需要去编。第二种课本……根据一个小范围的地方的事物和语汇，加上一部分全省和全国性的事物和语汇编出来，也只要几百字。第三步，由各省（市、区）教育机关编第三种通常应用的课本。山东莒南县高家柳沟村的青年团支部做了一个创造性的工作……记工学习班这个名称也很好。这种学习班，各地应当普遍仿办。各级青年团应当领导这一工作，一切党政机关应当予以支持。”
1955年10月11日，在中国共产党第七届中央委员会第六次全体会议上，毛泽东说：“扫盲运动，我看要扫起来才好。有些地方把扫盲运动扫掉了，这不好。要在合作化中间把文盲扫掉，不是把扫盲运动扫掉，不是扫扫盲，而是扫盲。”
毛泽东对《莒南县高家柳沟村青年团支部创办记工学习班的经验》的按语很快随着《中国农村的社会主义高潮》一书传达到了全国，全国各省、市、县乃至村都各自编写了结合当地情况的新扫盲教材。根据统计，1957年扫除农民和居民文盲人口600多万，达到了中华人民共和国成立后扫盲教育发展的最高峰。

### 大跃进

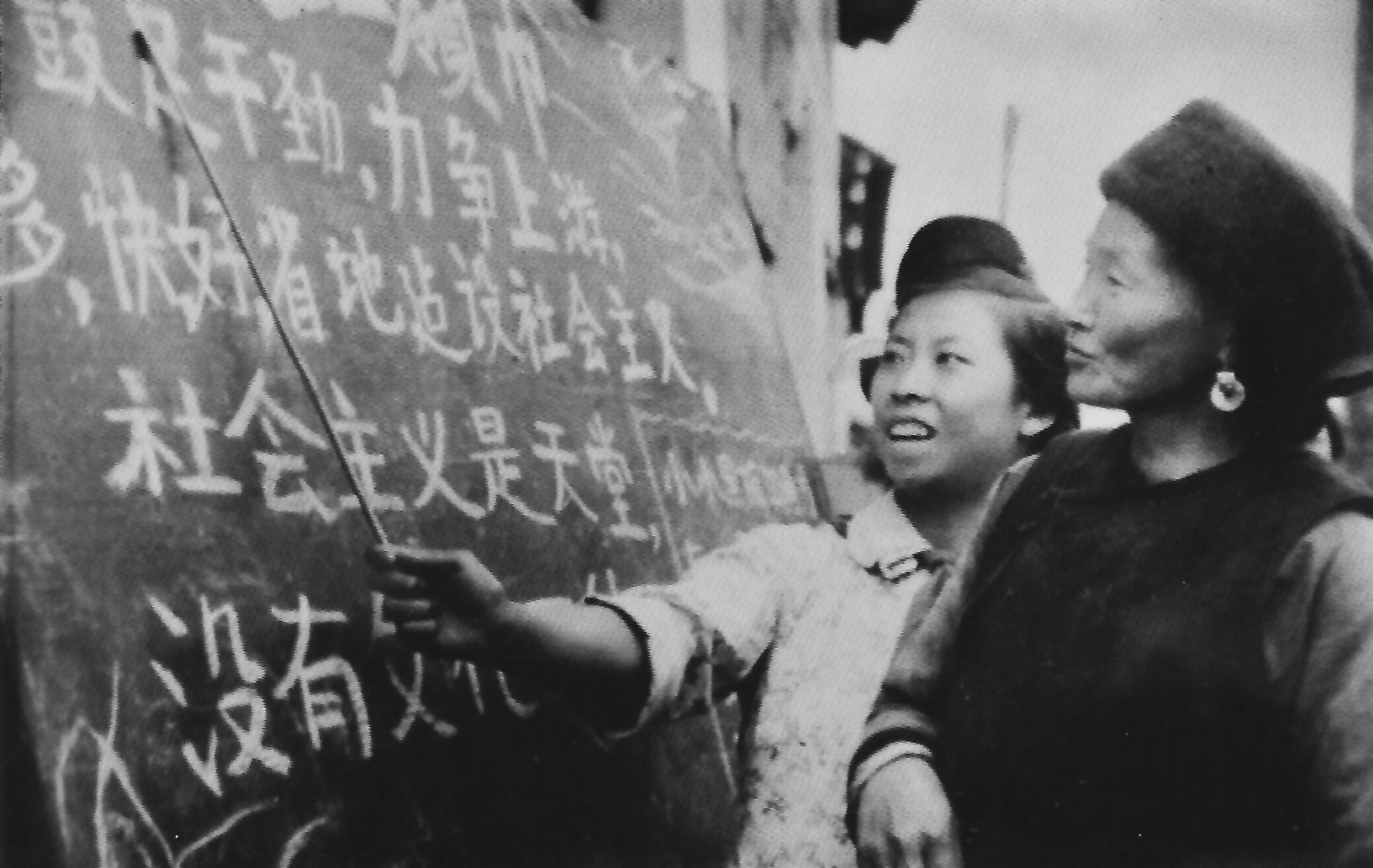
大理州在农村开展扫盲，1958-1959年

大跃进时期，扫盲工作也落入浮夸风、高指标当中。1958年2月，中华人民共和国教育部、共青团中央、中华全国总工会、全国妇联、全国扫除文盲协会召开扫盲先进单位代表会，会上提出来一个文化上的“原子爆炸”，会议向全国发出5年内基本扫除全国青壮年文盲的倡议。1958年3月7日、5月20日，《人民日报》先后发表社论《掀起规模壮阔的扫盲大跃进》、《用革命精神扫除文盲》。当时全国14岁至40岁的青壮年文盲，仅在农村中便仍有1.5亿，如果按此前8年的平均扫盲速度，即便一年扫盲300万，也需50年才能扫完，如要在5年内扫除这些文盲，必须每年扫盲3000万到4000万人。扫盲很快形成了群众运动高潮，各地虚报浮夸十分严重。根据当时的报道，仅1958年1月到9月，全国共扫除青壮年文盲1亿人。1958年11月，毛泽东在武昌会议上说：“世界上的人有的就不那么老实……比如扫盲，说什么半年、一年扫光，我就不太相信，第二个五年计划期间扫除了就不错。”此后这场“扫盲跃进”才有所降温。
1959年至1961年“三年困难时期”，农村扫盲工作跌入低谷，且这时的扫盲中的政治教育比例已较重。
1964年第二次全国人口普查时，也对国民文化素质进行了全面调查，结果显示15岁以上人口的文盲率已由1949年中华人民共和国成立初期的80%下降到了52%，从1949年到1964年共有1亿多人脱盲。而据另一份中国官方统计数据，截止1965年，扫盲运动使得全国文盲率从1949年的约80%降至38.1%。

### 文化大革命
1966年至1976年，毛泽东等人在中国大陆发动了文化大革命。期间，中国的科研教育受到重大冲击，知识分子成为被首要打倒的对象之一，被视为资产阶级“反动学术权威”、“臭老九”，遭到广泛的批判和迫害。与此同时，文革期间高考停止，上千万知识青年进行了上山下乡运动。文革初期，農村掃盲機構被撤銷，扫盲工作几乎停滞，只有少数农村仍在坚持扫盲，如四川省巴中县、湖南省桃江县先后自1969年、1971年起恢复扫盲。
1971年舉辦的全國教育工作會議重新將掃除文盲提上日程，而周恩來總理從1972年起對教育戰線的整頓，促使全國多地恢復業餘教育機構。自1972年開始，各縣陸續在文教部門下設立專管農民掃盲、業餘教育的機構，配置一定數量的專職或兼職幹部負責。當時農民業餘教育的主要形式為 “政治文化夜校”，亦稱 “政治夜校”: 當中有部分只流於形式，充當聚集農民進行“大批判”或記大寨工分的場所，或組織農民背誦毛主席語錄，掃盲效果微乎其微。但同時也有部分鄉村利用“政治夜校”組織掃盲班，主要安排青壯年文盲入學識字，部分地方更設有業餘高小和初中班，為脫盲學院鞏固掃盲成果。當時陝西、甘肅、廣西等省区亦相繼編寫統一的掃盲教材，再輔以各縣各自編寫的鄉土教材。內容以政治教育居多，但亦包含當地地方名、農活名、日常用品名稱的常用字。部分地方更將掃盲教材編為山歌、拋秧歌、掃盲歌等生動有趣的形式，廣受農民歡迎。
1974年，江青大力向全國各地推廣所謂的“小靳莊政治夜校經驗”，以拓展其在文教戰線上的影響力。受其影響，全國夜校也流行著江青所炮製的“小靳莊十件新事”，強迫各地農民進夜校賽詩、跳樣板戲、搞 “革命大批判”。這股歪風嚴重衝擊了掃盲識字教育的進展，而黑龍江、山西等地首當其衝，不少 1972 年後陸續恢復的掃盲夜校也再次停頓下來。但不少文教戰線上的幹部、群眾仍然堅守崗位、排除干擾，在夜校中堅持以文化學習為主導。譬如湖北省漢川縣頂住“四人幫”黨羽要求大辦 “小靳莊式政治夜校”的壓力，堅持派遣文教幹部謝國雄到丁集公社辦點，成功掃除文盲千餘名。
文革晚期，湖北省部分地方出現了一種獨特的掃盲方式，時稱 “五七農民學校”，以毛澤東的 "五七指示" 命名。與當時流行全國的 “政治文化夜校”不同，“五七農民學校”並不只在夜間進行學習，而是將當地青少年文盲集中一處，脫產學習。每期學習一般維持兩至三個月，學員幾十人不等，由農民學校提供食宿，學習期間記基本工分。當時湖北省紅安縣、廣濟縣、麻城縣、新洲縣等地也出現了這類學校，掃盲效果較好。後來江蘇省武進縣等地也參考了這種脫產學習模式，效果良好。
這段時間，山西、福建、山東部分地方延續了“文革”前注音識字的做法，先向農民介紹漢語拼音，然後再用拼音作為拐棍協助農民識字。福建省大田縣曾在1975年開展注音識字的試驗，輔導員許長安成功使30名文盲通過幾個月的學習學會1500個漢字，同時向其推廣普通話。山西省萬榮縣、聞喜縣，福建省龍溪縣等地也創造了注音掃盲的成功經驗，掃除數千名文盲，其具體經歷記錄在1976年出版的 “注意注音識字 開展業餘教育”一書。 
通過廣大幹部群眾的不懈努力，全國在文革動亂之中也掃除了一大批文盲。各地陸續出現一批掃盲先進典型，如黑龍江省木蘭縣、陝西省華陰縣、上海市川沙縣等，當中有不少縣、公社或大隊更成為無盲單位。根據1981年出版的中國教育年鑒，全國於1972-1977年共掃除1932萬名文盲。

## 邓小平时期

### 拨乱反正
1977年，邓小平第三次复出政坛，于1977年9月首次提出要进行“拨乱反正”，并恢复了因文革而中断了十年的高考。1977年9月19日，邓小平和教育部负责人刘西尧、雍文涛、李琦等人谈话，针对十年“文革”中教育战线的是非颠倒以及当时教育部负责人的思想还比较保守的状况，提出：“总之，教育部要思想解放，争取主动。过去讲错了的，再讲一下，改过来。拨乱反正，语言要明确，含糊其词不行，解决不了问题。办事要快，不要拖。”
1978年10月，邓小平提出“教育是一个民族最根本的事业”，否定了四人帮之一的张春桥“全国都成了文盲也是一个胜利”的观点。在1977年恢复扫盲秩序的基础上，1978年11月6日，中华人民共和国国务院颁布《关于扫除文盲的指示》，在全国范围内将扫盲工作重新提上日程，规定“各地应根据本地区的情况，制定具体的扫盲规划，采取有效措施”，并总结中华人民共和国成立以来“强调扫，忽视堵”的教训，首次正式提出下述扫盲基本方针：“努力做到‘一堵、二扫、三提高’。一堵就是抓好普及小学五年教育……二扫就是要把12周岁到45周岁的少年青年壮年中的文盲基本扫除……三提高就是对已脱盲的，要采取多种形式，组织他们继续学习，使他们进一步巩固提高。”
1978年12月，中共十一届三中全会召开，邓小平成为中华人民共和国第二代最高领导人，党和国家的工作重心从阶级斗争转向经济发展和现代化建设，教育随之重新受到重视。中共十一届三中全会后，以全国社会发展、教育整顿为基础，《中共中央关于加快农业发展若干问题的决定（草案）》、《农村人民公社工作条例（试行草案）》提出了加快农业生产发展的措施，开始了农村经济体制改革。随着农村经济体制改革的深入，扫盲工作恢复制度化、正规化，并为经济发展服务。
1978年底，中国大陆人口接近10亿、其中81%为农民，全国文盲人数将近2.4亿、文盲率达25%，青壮年中有30%-40%是文盲。1978年至1980年，扫盲工作迅速发展，拨乱反正期间“实施义务教育”的口号被提出。拨乱反正、改革开放期间，邓小平提出“知识分子已经是工人阶级自己的一部分”、“尊重知识，尊重人才，要反对不尊重知识分子的错误思想”、“科学技术是第一生产力”等观点。

### 改革开放
1982年第三次全国人口普查数据显示：全国12岁以上文盲、半文盲2.3722亿人，占全国人口总数的23.5％，其中农村文盲占91％，40岁以上文盲2.1853亿人。1982年12月4日，义务教育、扫盲教育被纳入新修订的《中华人民共和国宪法（八二宪法）》，宪法第十九条规定：
国家发展社会主义的教育事业，提高全国人民的科学文化水平。 国家举办各种学校，普及初等义务教育，发展中等教育、职业教育和高等教育，并且发展学前教育。 国家发展各种教育设施，扫除文盲，对工人、农民、国家工作人员和其他劳动者进行政治、文化、科学、技术、业务的教育，鼓励自学成才。国家鼓励集体经济组织、国家企业事业组织和其他社会力量依照法律规定举办各种教育事业。 国家推广全国通用的普通话。
1983年10月，邓小平为北京景山学校题词“教育要面向现代化，面向世界，面向未来”。1986年4月12日，第六届全国人民代表大会第四次会议通过布《中华人民共和国义务教育法》，自1986年7月1日起施行。由此中华人民共和国第一次以法律形式确定“国家实行九年制义务教育”。该法规定：“义务教育是国家统一实施的所有适龄儿童、少年都必须接受的教育，是国家必须予以保障的公益性事业。”
1988年2月5日，国务院发布《扫除文盲工作条例》规定个人脱盲标准为：“农民识一千五百个汉字，企业和事业单位职工、城镇居民识二千个汉字；能够看懂浅显通俗的报刊、文章，能够记简单的帐目，能够书写简单的应用文。”该标准在此后数十年间一直未变。条例还规定：“凡15周岁至40周岁的文盲、半文盲公民，除不具备接受扫盲教育能力的以外，不分性别、民族、种族，均有接受扫除文盲教育的权利和义务。”“扫除文盲实行验收制度。扫除文盲的学员由所在乡镇人民政府、城市街道办事处或同级企业、事业单位组织考核，对达到脱盲标准的，发给‘脱盲证书’。基本扫除文盲的市、县区，由省、自治区、直辖市人民政府验收”，并且第一次提出“扫除文盲与普及初等义务教育应当统筹规划，同步实施。已经实现普及初等义务教育，尚未完成扫除文盲任务的地方，应在5年以内实现基本扫除文盲的目标”。此后数年，国务院不断发布有关文件，对扫盲普及教育提出了明确要求。

## 二十一世纪

### 2000-2009年
1999年，国务院批准《面向21世纪教育振兴行动计划》提出：“2000年如期实现基本普及九年义务教育、基本扫除青壮年文盲的目标，是全国教育工作的‘重中之重’。‘两基’已进入攻坚阶段，要确保全国目标的实现。普及义务教育工作的重点和难点在中西部地区，在‘十五’计划期间继续实施‘国家贫困地区义务教育工程’，重点放在山区、牧区和边境地区。”“到2010年，在全面实现‘两基’目标的基础上，城市和经济发达地区有步骤地普及高中阶段教育，全国人口受教育年限达到发展中国家的先进水平……”
2000年10月，中共中央发布《中共中央关于制定国民经济和社会发展第十个五年计划的建议》提出：“继续普及九年义务教育和扫除青壮年文盲，扩大高中阶段教育和高等教育规模。积极发展各类职业教育和培训。完善继续教育制度，逐步建立终身教育体系。”
中华人民共和国国家统计局公布的《2010年第六次全国人口普查主要数据公报（第1号）》中的“全国分年龄、性别、受教育程度的15岁及以上文盲人口”数据显示，中国内地31个省、自治区、直辖市（未包含香港特别行政区、澳门特别行政区、台湾省）和现役军人人口中，文盲人口（15岁及以上不识字的人）共计54656573人，与2000年第五次全国人口普查相比，文盲人口减少30413094人，文盲率自6.72%下降到4.08%，下降2.64个百分点。
2009年初，领导全国扫盲工作的中华人民共和国教育部基础教育司扫盲教育处被撤销，其职能转到基础教育司政策处。全国许多地方政府已解散扫盲工作组，将扫盲工作分散到教育、民政等部门。

### 2010年及后
根据《全国教育事业统计报告》的数据，2010年到2014年，全国共扫除文盲325.36万人，全国扫除文盲数量逐年降低，2012年全国扫除文盲数量比2011年减少四分之一。专家认为，速度放缓是由于2011年以后中国全面实现了九年义务教育，青壮年文盲基本扫除，剩下的都是扫盲工作的难点。其中老少边穷地区依然是文盲的高发地区。数据显示，在全国14个集中连片特殊困难地区，劳动力文盲、半文盲比例比全国高3.6个百分点，这些地区仍有不少村庄是文盲村。
2011年，教育部印发《扫盲教育课程设置及教学材料编写指导纲要》，要求各地扫盲课程要将读写算知识学习同成人基本生活技能、职业技能培训、保健卫生、法律知识、权益保障等相结合。一些地方已多年开展针对出国劳务人群的“外语扫盲”，针对进城务工农民的“城市生活能力扫盲”。专家认为，这类扫盲值得进一步推广，应从“扫文字盲”走向“扫文化盲”，整合教育资源，针对不同人群，灵活精准地开展新型扫盲工作。
大规模有组织的扫盲仍在监狱系统坚持开展。2012年4月25日，中华人民共和国司法部部长吴爱英表示，2008年以来，全国监狱系统总共完成了对125万名罪犯的扫盲和义务教育工作。
2014年1月29日，联合国教科文组织发布《全民教育全球监测报告2013-2014》显示，全世界72％的文盲人口集中在10个国家（印度、中国、巴基斯坦、孟加拉国、尼日利亚、埃塞俄比亚、埃及、巴西、印度尼西亚、刚果（金）），这些国家文盲人口5.57亿，其中印度是全世界文盲人口最多的国家，成年人文盲人口2.87亿，占全世界文盲人口的37％。报告还特别指出，中国在扫盲工作上表现突出，成年人文盲人口在过去20年减少1.3亿（即下降70%）。
教育部的数据显示，2014年全国扫盲教育专任教师仅1.08万人，连续第三年减少，参加扫盲学习人数仅45.55万人，在偏远农村已难见正规扫盲班。由于剩下的文盲有的年龄太大，所以政府已不再做扫盲要求。基层也已多年没有扫盲专项资金拨付，扫盲工作常常因此停滞。